# Курас Григорій Михайлович
Курас Григорій Михайлович (22 грудня 1957  — † 16 березня 2008 ) — український історик-джерелознавець та відомий краєзнавець Сіверщини.

## Біографія
Григорій Михайлович Курас народився 22 грудня 1957 році у м. Харкові. Дитячі й юнацькі роки він провів у Щорс (місто)  Чернігівської області, на батьківщині батька — Михайла Григоровича Кураса, який упродовж майже тридцяти років обіймав посаду головного лікаря місцевої залізничної лікарні. Мати — Марія Йосипівна Грабовська була вчителькою англійської мови.
З раннього дитинства Григорій захопився минувшиною, їздив на екскурсії, цікавився історією міста. Зацікавленість історією привела Г.Кураса до історичного гуртка при місцевому музеї Миколи Щорса. Хлопчина виділявся серйозним ставленням до справи, сумлінно виконував доручення музейних працівників. Будучи старшокласником — став позаштатним екскурсоводом в музеї.
У 1975 р. юнак закінчив Щорську середню школу № 3. Подає документи на вступ до омріяного Чернігівського педінституту ім. Т. Г. Шевченка на історичний факультет, але невдало. Повернувшись до рідного міста, він працює на залізниці, аби набути робітничого стажу, який вважався тоді необхідним, щоб пройти по конкурсу до вищого навчального закладу.
У 1976 р., Г.Курасу вдається поступити до інституту, де набуває широких знань з історії.
У 1980 р. Г.Курас закінчив інститут з відзнакою. У вересні того ж таки року він почав працювати вчителем історії у рідній середній школі № 3 м. Щорса. Курас захопився вивченням діяльності революційних народників і передусім С. Г. Нечаєва (1847—1882). Співпрацює з бібліотеками Москви та Ленінграда для отримання матеріалів.
Життя Кураса різко змінюється після відвідання семінару одного з доцентів Чернігівського педінституту ім. Т. Г. Шевченка, кандидата історичних наук Т. П. Демченко. Саме вона порадила Курасу звернутися до наукового керівника О. І. Лугової, яка працювала у відділі краєзнавчих досліджень Інституту історії АН УРСР для продовження дослідження діяльності С. Г. Нечаєва. Та в свою чергу знайомить Кураса з доктором історичних наук, професором В. Г. Сарбеєм. Однак, Сарбей не підтримав Г.Кураса у його виборі досліджень і порадив іншу тему, а саме про діяльність Чернігівської губернської архівної комісії.
У 1992 р. Г.Курас успішно захистив дисертацію на тему «Чернігівська архівна комісія та її внесок у вивчення історії України», здобувши науковий ступінь кандидата історичних наук.
У 1998 р. емігрував до США й оселився в Нью-Йорку. Там активно веде розшуки архівних матеріалів про істориків — вихідців з Чернігівщини Д.Дорошенка, В.Дубровського, О.Оглоблина, В.Шугаєвського, а також збирає матеріали про інших визначних діячів української діаспори — Є.Архипенка, І.Борщака, Н.Полонську-Василенко, В.Міяковського та ін. Він досліджує архіви Української Вільної Академії Наук (УВАН) у США, Наукового Товариства ім. Шевченка (НТШ).
З 2005 р. стає членом-кореспондентом УВАН у США і членом НТШ у США. Він є представником журналу «Сіверянський літопис» у Нью-Йорку, активно друкується в наукових та популярних виданнях.
Помирає 16 березня 2008 року у Нью-Йорку.

## Творчий доробок
- Розвиток історичного краєзнавства на Чернігівщині у другій половині ХІХ ст. //Третя республіканська наукова конференція з історичного краєзнавства: Тези доп. — К., 1984. — С. 236—238.
- П. М. Добровольський — історик і краєзнавець //Перша Чернігівська обласна наукова конференція з історичного краєзнавства, присвячена XXVII з'їзду КПРС: Тези доп. — Чернігів, 1985. — С. 83.
- Опросы исторической географии в научном наследии Черниговской губернской ученой архивной комиссии //Исторический источник: человек и пространство: Тез. докл. и сообщ. науч. конф. — М., 1997. — С. 278—279.
- Михайло Грушевський: Тиждень в Чернігові //Сіверян. літопис. — 1999. — № 1. — С.144 — 156.
- Онацький Є. Пам'яті Дмитра Ів. Дорошенка /Підгот. до друку та передм. Т. Демченко, Г. Курас //Сіверян. літопис. — 2001. — № 6. — С. 100—101.
- Лазаревський Г. Чернігів 20 літ тому: Спогади /Підгот. до друку, прим. та передм. Г.Кураса, Т.Демченко //Сіверян. літопис. — 2002. — № 6. — С. 123—128.
- Модест Гофман про Вадима Модзалевського: (Невідомий лист М.Гофмана) //Сіверян. літопис. — 2002. — № 5. — С.71 — 74.
- Один зі славної плеяди: До 120-річчя з дня народження Дмитра Івановича Дорошенка //Наш голос. — 2002. — № 3 — 4. — С.7